# Сіноп (аеропорт)
Аеропорт Сіноп (IATA: NOP, ICAO: LTCM) (тур. Sinop Havalimanı) — цивільний аеропорт Сінопа, розташований за 8 км від нього біля шосе D-010 в Чорноморському регіоні Туреччини. 
Має одну злітно-посадкову смугу з бетонним покриттям, поруч з якою в 1993 році було збудовано будівлю аеровокзалу. 
Спочатку код аеропорту ІАТА був SIC, але у 2012 році було змінено на NOP
.
Під час Холодної війни на аеродромі розташовувалась авіаційна база блоку НАТО, на якій базувалася розвідувальна авіація повітряних сил США
.
Примітно також, що в період Холодної війни на Синопському аеродромі щонайменше 4 рази сідали радянські авіалайнери:
- 15 жовтня 1970 — Ан-24Б борт СРСР-46256, викрадений батьком і сином Бразінскасами[ru] (Викрадення Ан-24 до Туреччини (1970)).
- 27 жовтня 1970 — Let L-200 Morava борт СРСР-34401, викрадений двома двоюрідними братами Миколою Гілєвим і Віталієм Поздєєвим (Викрадення Let L-200 до Туреччини).
- 13 листопада 1970 — Іл-14П борт СРСР-41867, що доставив пілота та інженера для перегонки попереднього літака.
- 7 листопада 1982 — Ан-24Б борт СРСР-47786, викрадений трьома братами: рідні Віталій і Борис Шмідт і двоюрідний Артур Шуллер (Викрадення Ан-24 до Туреччини (1982)[ru]).

## Авіалінії та напрямки, вересень 2023
| Авіакомпанія     | Пункт призначення      |
| ---------------- | ---------------------- |
| Pegasus Airlines | Стамбул–Сабіха Гьокчен |
| Turkish Airlines | Стамбул                |

## Статистика
Див. джерело запитів Вікіданих та джерела.